# Кровоизлияние
Кровоизлияние; иначе геморраги́я (др.-греч. αἷμα — кровь + ῥοῦς (< ῥόος) — течение), экстравазат — скопление крови, излившейся из кровеносных сосудов или полостей сердца в полости тела или окружающие ткани.
Кровоизлияние — выхождение крови из сосудов в ткани, полость организма и во внешнюю среду.

## Причины кровоизлияния
Кровоизлияние может произойти при разрушении стенок сосудов при механических повреждениях, каком-либо патологическом процессе, например опухоли, или через неразрушенную стенку при её повышенной проницаемости (например, при действии некоторых химических веществ).

## Виды кровоизлияний

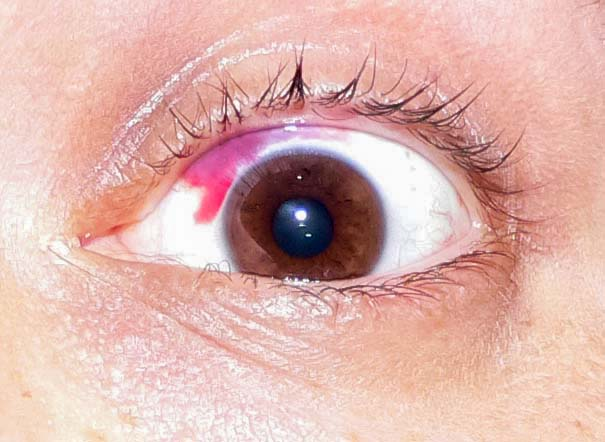
Субконъюнктивальная гематома

- Гематома — кровоизлияние с нарушением целостности тканей и образованием полости, заполненной кровью.
- Геморрагическое пропитывание (инфильтрация) — кровоизлияние с сохранением структуры ткани.
- Кровоподтёк — плоское кровоизлияние в коже, подкожной клетчатке, слизистых оболочках. Кровоподтёк размером до 2 см в диаметре называется экхимоз.
- Петехии — точечные кровоизлияния в коже, слизистых, серозных оболочках и внутренних органах. Множественные петехиальные кровоизлияния, сливающиеся между собой в более крупные по размерам, — геморрагическая пурпура.

## Значение кровоизлияния
Значение кровоизлияния определяется его размерами, быстротой развития и местом образования. Небольшие кровоизлияния рассасываются без лечения; кровоизлияния могут окружаться капсулой, нагнаиваться, что часто требует специального лечения. Кровоизлияние может приводить к разрушению ткани, в связи с чем особенно опасны кровоизлияния в мозг (см. Инсульт).